# Splonia nasti
Splonia nasti är en insektsart som beskrevs av Young 1968. Splonia nasti ingår i släktet Splonia och familjen dvärgstritar.
Artens utbredningsområde är Ecuador. Inga underarter finns listade i Catalogue of Life.